# Bad Wildungen
Bad Wildungen is een gemeente in de Duitse deelstaat Hessen, gelegen in de Landkreis Waldeck-Frankenberg. De stad telt 17.287 inwoners.

## Geografie

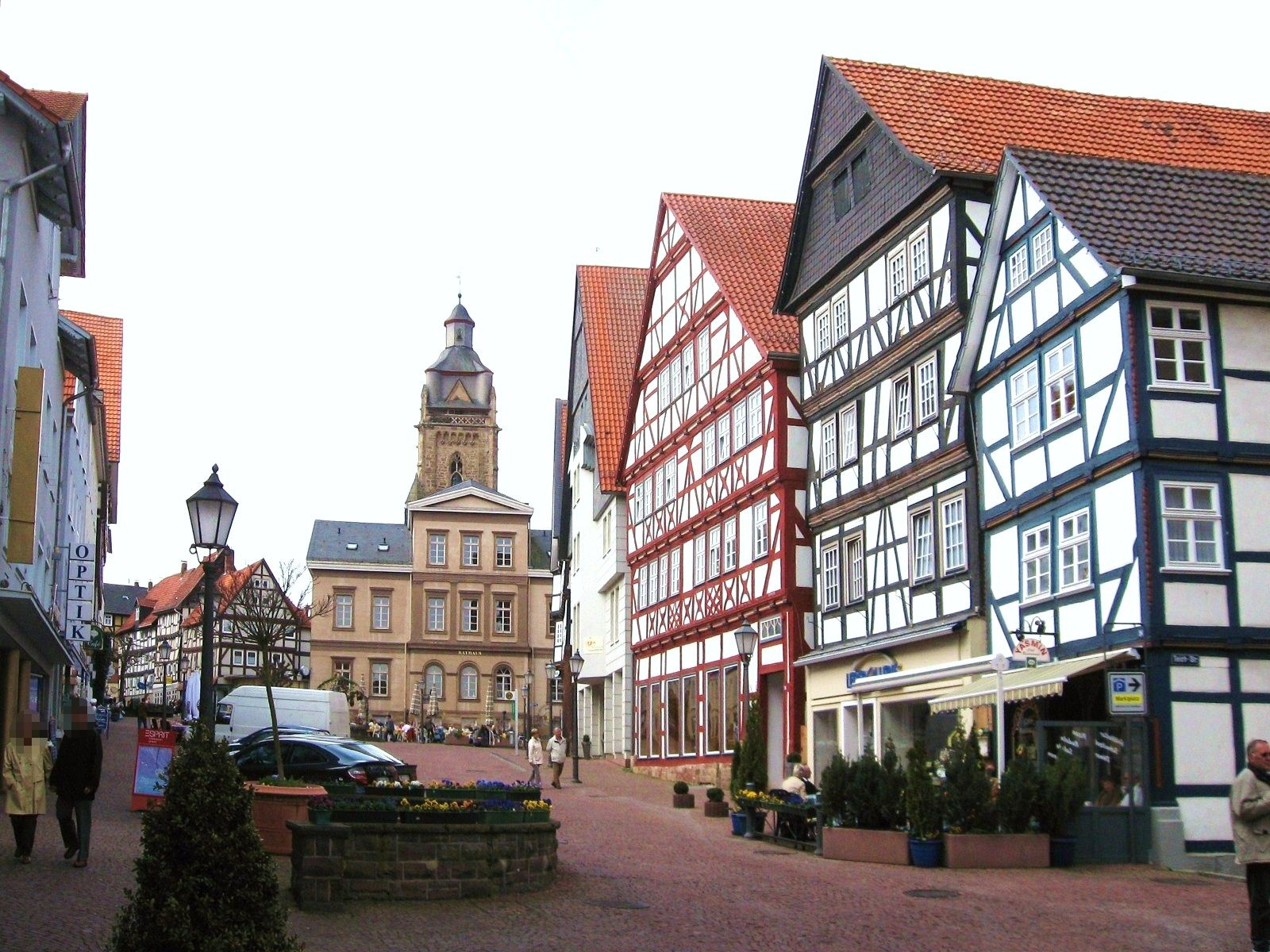
Zicht op de historische binnenstad

Bad Wildungen heeft een oppervlakte van 120,08 km² en ligt in het centrum van Duitsland, iets ten westen van het geografisch middelpunt.
Bad Wildungen ligt op de grens van het Kellerwald, een laaggebergte in Noordhessen in de regio Waldecker Land. De stad ligt aan de Wilde, een riviertje dat in Wega in de Eder stroomt. In de omgeving vind je de steden Kassel (45 km ten noordoosten), Marburg (60 km ten zuidwesten) en Korbach (28 km ten noordwesten). Bad Wildungen bestaat uit 14 kernen : Alberthausen, Altwildungen, Armsfeld, Bad Reinhardshausen, Bad Wildungen centrum, Bergfreiheit, Branau, Frebershausen, Hüddingen, Hundsdorf, Mandern, Odershausen, Reitzenhagen en Wega. Bad Wildungen centrum telt 8.698 inwoners, de meeste andere kernen tellen maar een paar honderd inwoners.

## Geschiedenis
De eerste vermelding "villa Wildungun" dateert van rond 800 en werd teruggevonden in de eigendomslijst Breviarium Sancti Lulli van het klooster van Hersfeld. Het bevatte de bezittingen die het klooster destijds van de stichters van het klooster en van aartsbisschop Lullus van Mainz ontvangen had. Deze vestiging lag in het Wildedal, ten oosten van de huidige stadskern. Rond 1200 werd er door Friedrich von Ziegenhain een brug aangelegd over de rivier. Friedrich van ziegenhain werd in 1186 graaf van Wildungen en dit door zijn huwelijk met Lukardis. In 1247 verdween het graafschap weer door de dood van zijn erfdochter Sophia. Rond de brug ontwikkelde zich het oord Nieder-Wildungen, dat in 1242 de stadsrechten ontvangen had. In 1358 werden twee steden Wildungen vermeld.
Vanaf 1263 behoorde de brug en de twee nederzettingen tot het bezit van de graven en latere vorsten van Waldeck. Dit werd overeengekomen op het einde van de Thürings-Hessense oorlog (1247-1264), een regionale strijd om de erfenis van de graaf Heinrich Raspe (1204 - Wartburg, 16 februari 1247) die kinderloos gestorven was en daarmee de laatste was van het geslacht der Ludovingen dat over Thüringen heerste. Hessen kwam na deze oorlog in bezit van Hendrik II van Brabant (1207 - 1 februari 1248). Het graafschap Waldingen werd bij Waldeck gevoegd en dit bleef zo tot 1692. Daarna werd Waldeck terug verenigd met Eisenberg in het district Waldeck-Eisenberg.

### Heksenvervolging
Tijdens de heksenvervolgingen werden er in Waldungen 78 mensen ter dood veroordeeld. Er werden ook levenslange verbanningen als straf uitgesproken en niet alle processen leidden tot veroordelingen. Er is sprake van 3 procesgolven : 1532, 1629-1631 en 1650-1664

### Joodse gemeenschap

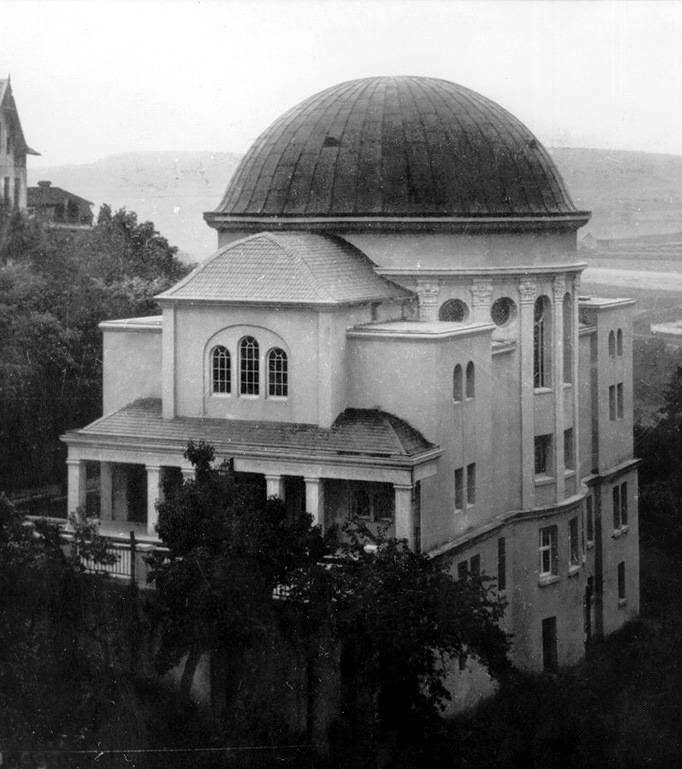
De vroegere synagoge in 1914

Bad Wildungen had sinds de 15e eeuw Joodse inwoners. Pas in 1814 werden de Joden in Waldeck in hun rechten gelijkgesteld met de andere inwoners. Deze bescherming leidde tot een geleidelijke aangroei van het aantal Joden. In 1877 werd een Joodse geloofsgemeenschap gesticht en in 1914 bouwde die een synagoge.In 1933 leefden 150 Joden in Bad Wildungen, er was sprake van 35 Joodse families. De komende jaren emigreerden vele Joden onder de druk van de toenemende discriminatie en repressie. Tijdens de Kristallnacht (nacht van 9 op 10 november 1938) werd de synagoge geplunderd en vernietigd. De aanwezige brandweer beperkte haar actie tot het beschermen van de aanpalende gebouwen. In het najaar van 1939 werden de laatste veertig Joodse inwoners opgenomen en verzameld in Kassel van waaruit ze vervolgens in 1941/1942 op transport werden gezet naar vernietigingskampen.

### Fusies
Diverse fusies in de 20e eeuw leidden tot de huidige bestuurlijke indeling. In 1940 werden Altwildungen, Reitzenhagen en Reinhardshausen bij Bad Wildungen gevoegd. In het kader van de gemeentehervormingen in Hessen werd op 31 december 1970 Wega toegevoegd. In 1971 werd de gemeente uitgebreid met Hundsdorf en Albertshausen. Eind 1971 kreeg de stad zijn huidige vorm door fusie met Armsfeld, Bergfreiheit, Frebershausen, Hüddingen, Mandern en Odershausen.

## Economie
De voornaamste economische activiteit in Bad Wildungen is ongetwijfeld de toeristische sector. De stad kreeg in 1906 reeds erkenning als Europees kuuroord en in 1940 de titel van Preußisches Staatsbad. Na de Tweede Wereldoorlog erkende Hessen de stad als Staatsbad. Hierdoor verwierf Bad Wildungen een zekere herkenning als kuuroord en bouwde hierrond een belangrijke economische activiteit. Er werden klinieken en kuuroorden gebouwd en tot op heden staat de sector garant voor een aanzienlijke werkgelegenheid. De Wicker Gruppe is de grootste werkgever van Bad Wildungen en stelt ongeveer 3.200 mensen te werk.
De hotels boeken op een na de meeste overnachtingen van Hessen (124.868 gasten in 2013)
De stad bezit ook een aantal middelbare scholen: De in 1953 opgerichte houtvakschool geniet landelijke bekendheid.
Een grote industriële werkgever is het bedrijf porestasystems. Het begon in 1950 zijn activiteit in Wega in de voormalige gebouwen van het bedrijf Henschel Flugmotorenbau onder de naam Korrekta. In de nacht van 15 op 16 februari 1963 brandde deze vestiging volledig af en er werd een nieuwe vestiging gebouwd ten oosten van het stadscentrum van Bad Wildungen. Het bedrijf kende diverse fusies en is gespecialiseerd in de productie van toebehoren voor sanitaire installaties.

## Politiek
Na de gemeenteraadsverkiezingen van 27 maart 2011 bleef de CDU de grootste partij met 14 zetels, gevolgd door de SPD (12 zetels), de grüne (5 zetels), de FWG (3 zetels), de FDP (2 zetels) en ten slotte Die Linke (1 zetel). De Groenen boekten tijdens deze verkiezingen de meeste winst (+8,7%).
De burgemeester is sinds 2006 Volker Zimmerman van de FDP..

## Cultuur en bezienswaardigheden

### Gebouwen en musea

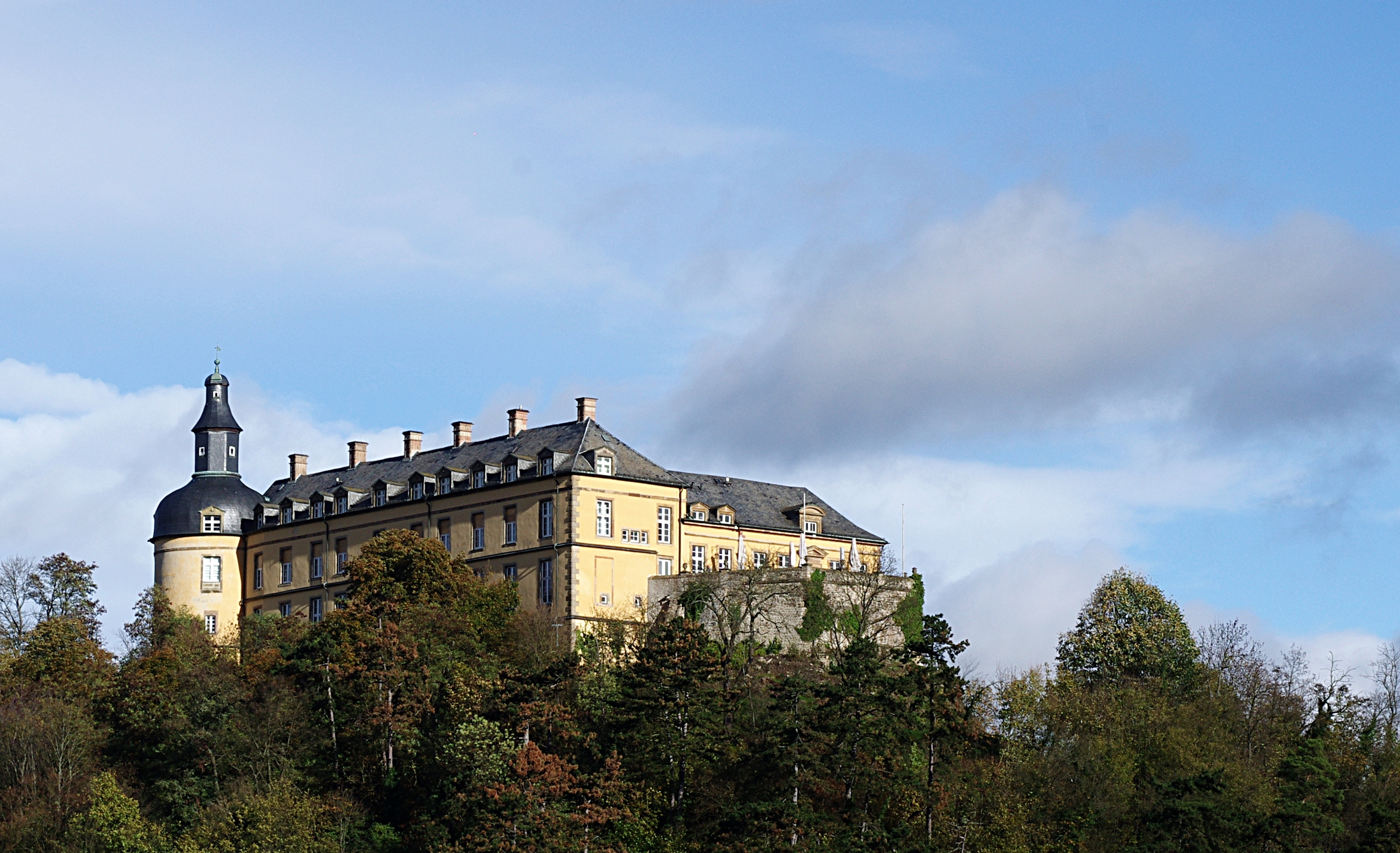
Slot Friedrichstein

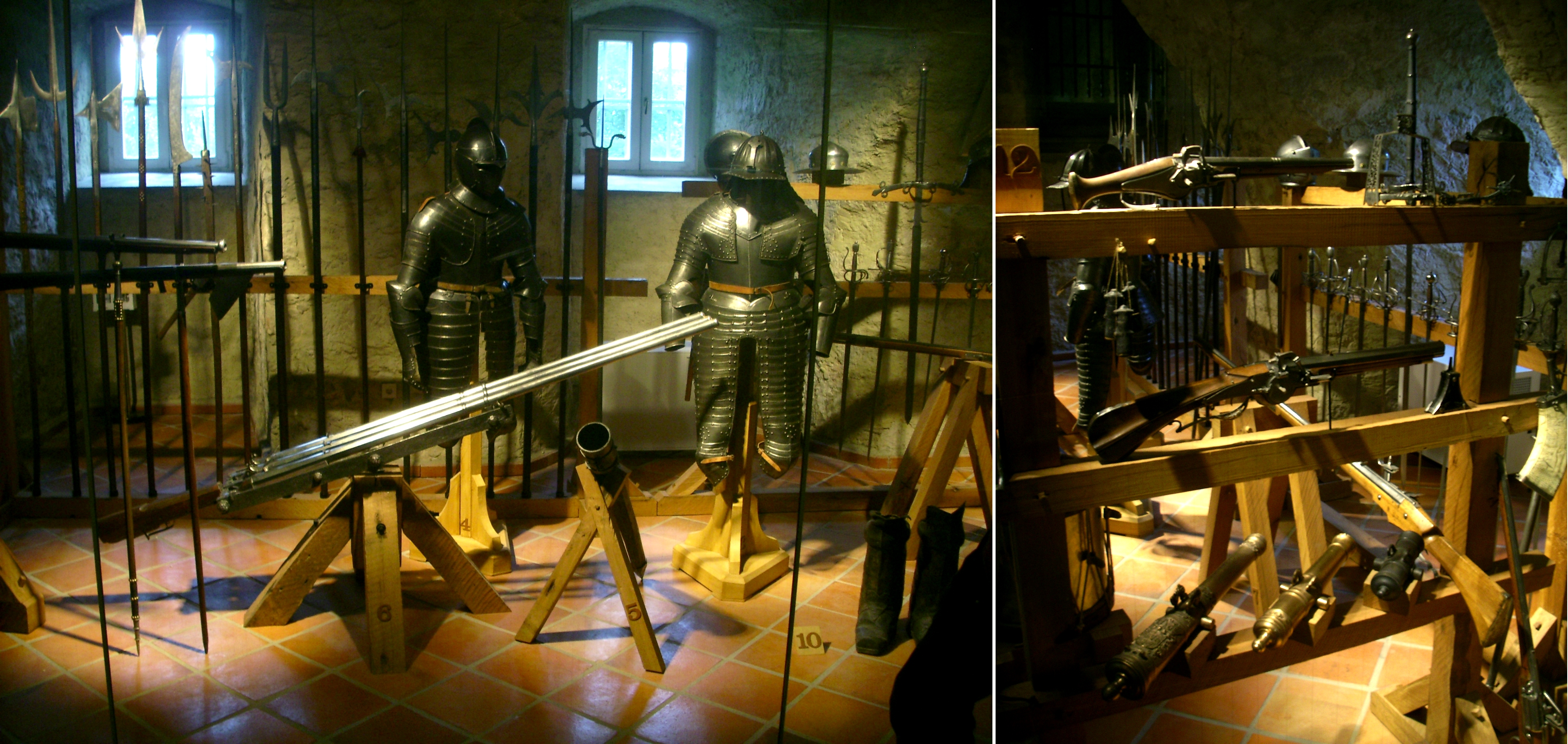
Schloss Friedrichstein wapencollectie

Het Schloss Friedrichstein staat op een 303 meter hoge heuveltop. Het kasteel werd in de periode 1663 - 1678 gebouwd in opdracht van graaf Josias II van Waldeck-Wildungen. Het slot werd in de periode 1707-1714 onder graaf Friedrich Anton Ulrich grondig gerenoveerd en uitgebreid. Het slot werd genoemd naar hem. Het gebouw herbergt momenteel een museum van historische wapens en attributen uit Hessen (das Museum für Militär- und Jagdgeschichte der Staatlichen Museen Kassel ).
Langs de Brunnenallee, een laan ten westen van het oude stadscentrum staan tientallen villa's uit de 19e eeuw die vaak onder het historisme gecatalogeerd worden. Het meest inposante gebouw is het voormalige hotel Fürstenhof, gebouwd in 1902 in neobarok stijl. Het gebouw wordt momenteel gebruikt als kliniek en is onderdeel van de groep Asklepios Kliniken. Naast de vele waardevolle gebouwen staan er ook diverse beeldhouwwerken die verwijzen naar het belang van de bronnen in Bad Wildungen.

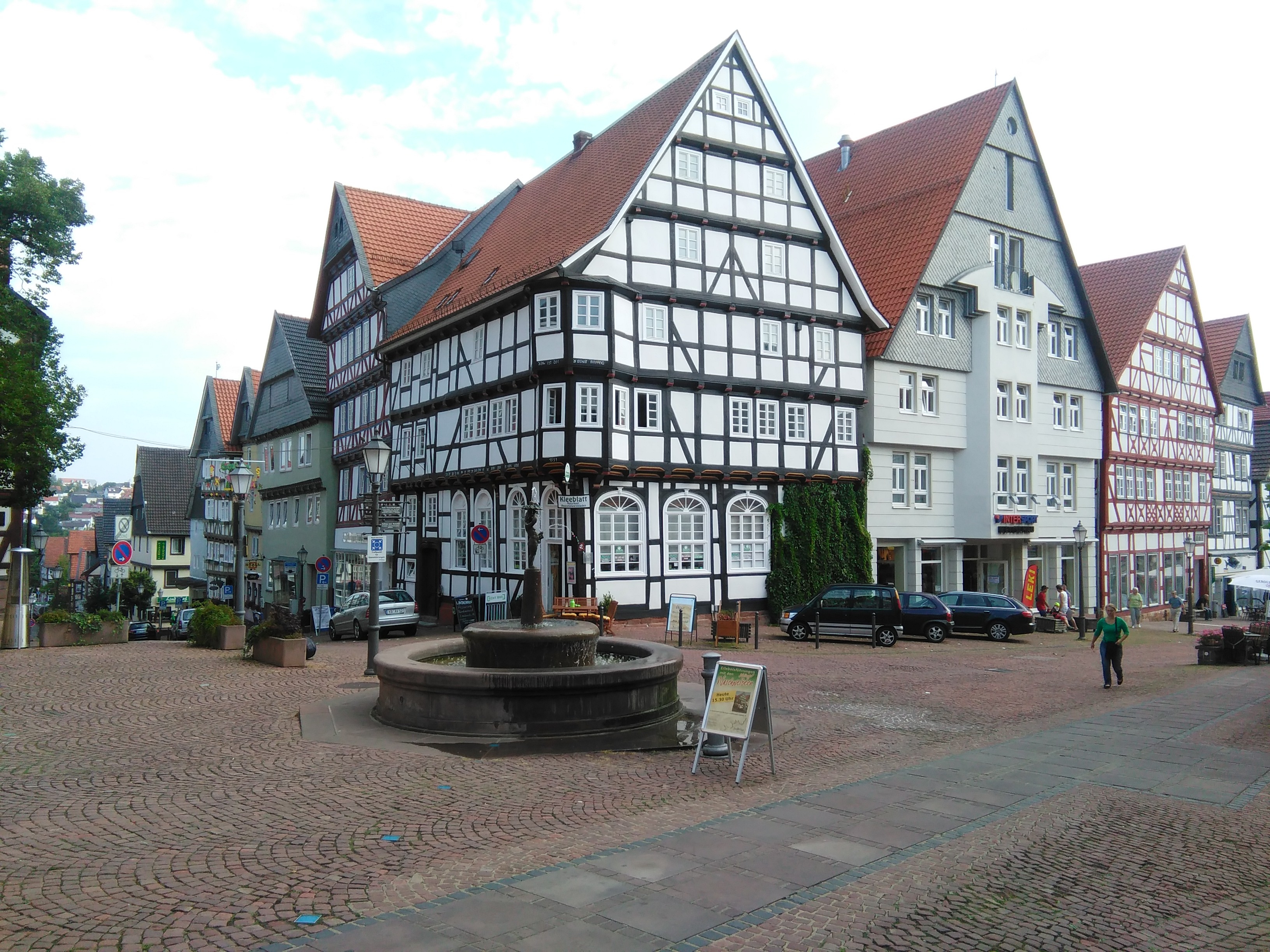
Altstadt Bad Wildungen

In de altstadt staan tientallen authentieke huizen met houten vakwerk in de typerende stijl van de regio. Sinds 1990 heeft Bad Wildungen het grootste kuurpark van Europa. In dit jaar werd het bestaande kuurpark verbonden met het kuurpark van Reinhardshausen, het vormde zo een park van 50 ha dat jaarlijks meer dan 400.000 bezoekers ontvangt. Sinds 2009 behoort het park tot de European Garden Heritage Network. Het park bevat 22 bronnen.
Centraal in de altstadt staat de Evangelische Stadtkirche, een laat-gotische kerk uit de 14e eeuw. In de kerk bevindt zich het Wildunger Altar, een vleugelaltaar van de Westfaalse schilder Conrad von Soest (Dortmund,rond 1370-aldaar 1422). Het triptiek geeft 13 episodes uit het leven van Jezus Christus weer : 4 uit de kindertijd, 5 uit het passieverhaal en 4 na de verrijzenis. Op het rechterpaneel staat de oudste weergave van een bril die teruggevonden is ten noorden van de Alpen. Uitgeklapt is het werk 6 meter breed.

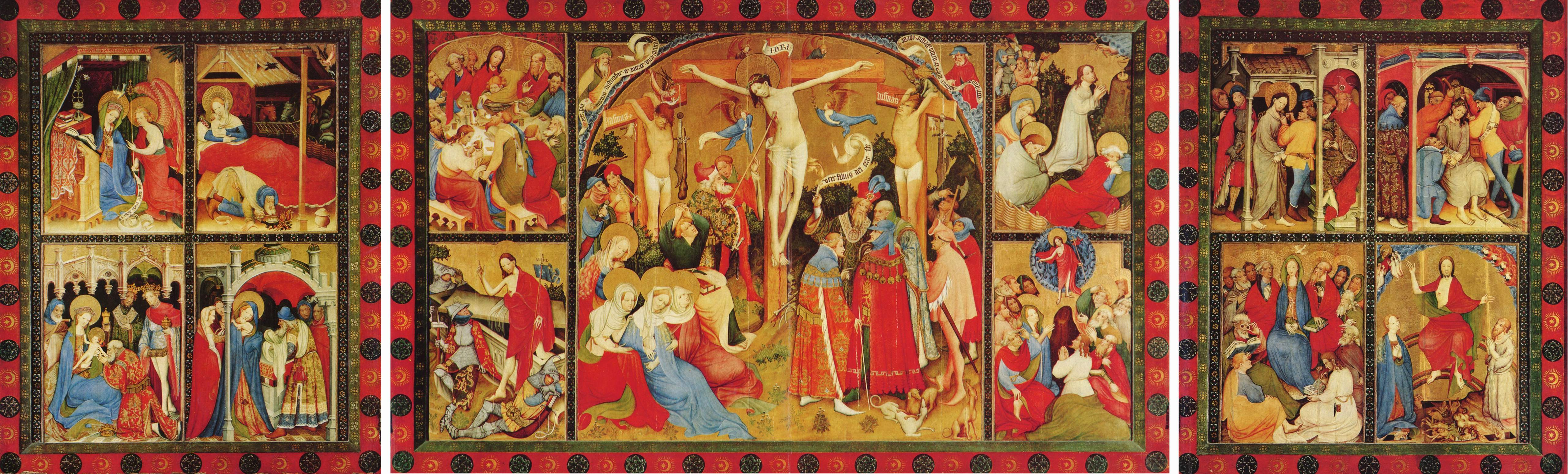
Wildunger Altar

## Verkeer en vervoer
In Bad Wildungen is er een eindstation van de spoorlijn Wabern - Bad Wildungen (R39). Het station ligt ten oosten van de stadskern. In Wabern heeft de lijn aansluiting met de lijn RE 30 die van Frankfurt am Main naar Kassel loopt.
Door het stadscentrum lopen de nationale wegen 485 en 253. De dichtste oprit van een autosnelweg ligt in Fritzlar waar je de A 49 kunt oprijden.
Bad Wildungen heeft sinds 2000 een eigen stadsbusnetwerk.
Door Bad Wildungen heen loopt de Ederradweg,onderdeel van de Ederauenradweg, een 180 kilometer langde fietsroute die de Eder volgt. Ook de 220 kilometerlange Hessischer Radfernweg R5 loopt door Bad Wildungen.

## Geboren
- Josias II van Waldeck-Wildungen (1636), graaf en generaal
- Carolin Schäfer (1991), atlete

## Stedenband
- Bad Berka (Duitsland)
- Saffron Walden (Engeland)
- Saint-Jean-de-Maurienne (Frankrijk)
- Yichun (Heilongjiang) (China)